# Youcef Sebti
Youcef Sebti (Boudious, 1943. február 24. – Algír, 1993. december 28.) algériai arab költő, tanár.
Mílijja közelében született vidéki kispolgári családban. A kaszentínai (Constantine) francia-muszlim középiskolába járt, majd agronómiai tanulmányokat végzett Algír el-Harrás kerületében. Később beiratkozott az algíri bölcsészettudományi karra, ahol 1971-ben vidékszociológiai végzettséget szerzett. Kis időt az algíri kúbai pszichiátriai kórházban töltött, majd vegyészkedett a SNOLCO üzemeiben; utóbb a szkikdai (Skikda) mezőgazdasági iskolában, végül az el-harrási agronómiai intézetben tanított. Iszlamista terroristák fojtották meg munkahelyén az 1993. december 27-ről 28-ra virradó éjjelen, akik szabályos irtóhadjáratot folytattak a frankofón értelmiség ellen az algériai polgárháború alatt.

## Fordítás
- Ez a szócikk részben vagy egészben  a   Youcef Sebti című francia Wikipédia-szócikk ezen változatának fordításán alapul.  Az eredeti cikk szerkesztőit annak laptörténete sorolja fel. Ez a jelzés csupán a megfogalmazás eredetét és a szerzői jogokat jelzi, nem szolgál a cikkben szereplő információk forrásmegjelöléseként.